# 철도 화물 운송

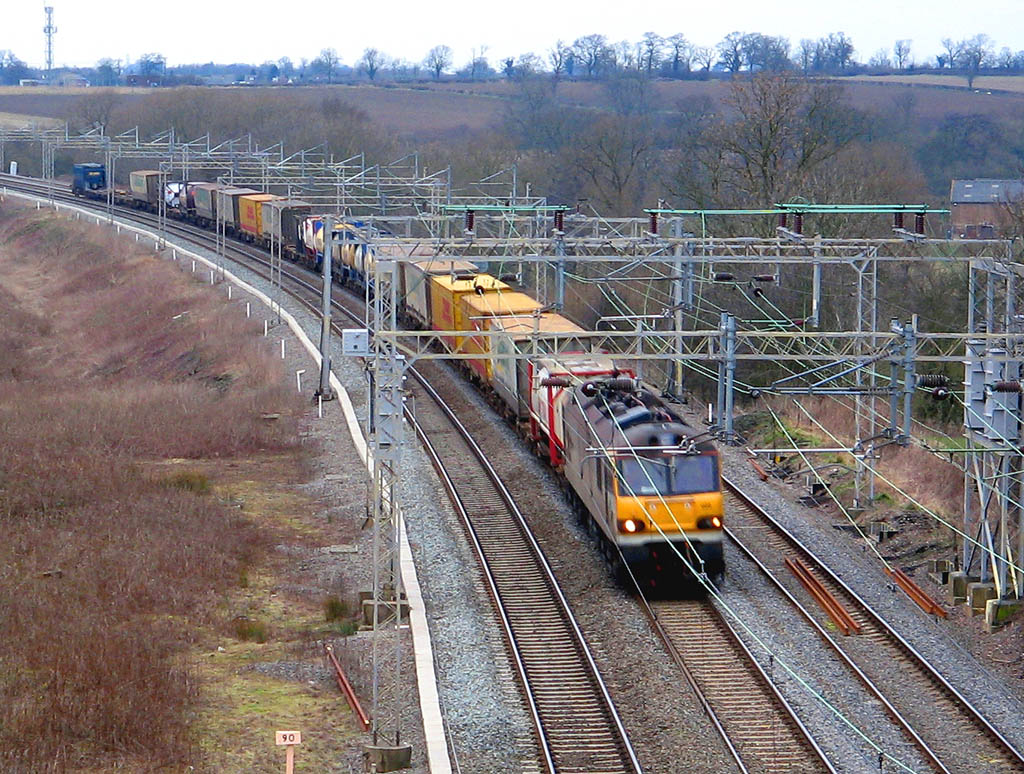
영국 웨스트코스트 본선 클래스 92 화물 기관차

철도 화물 운송(Rail freight transport)은 인간 여객이 아닌 철도와 열차를 사용하여 화물을 운송하는 것이다.
화물 기관차는 철도에서 하나 이상의 기관차에 의해 운반되는 화차 그룹으로, 화주와 화물 사이의 전체 또는 일부 경로에서 화물을 물류 체인의 일부로서 의도된 목적지까지 운송한다. 열차는 벌크 자재, 복합 운송 컨테이너, 일반 화물 또는 특수 화물을 특수 목적 차량으로 운반할 수 있다. 철도 화물 운송 관행과 경제성은 국가와 지역에 따라 다르다.
운반된 톤마일 또는 톤킬로미터 측면에서 고려할 때, 철도 운송은 다른 수단보다 에너지 효율성이 더 높을 수 있다. 최대 경제성은 일반적으로 대량 상품(예: 석탄)으로 실현되며, 특히 장거리 운반 시 더욱 그렇다. 철도로 물품을 이동하는 경우 환적 비용이 발생하는 경우가 많다. 특히 발송인이나 수령인이 철도에 직접 접근할 수 없는 경우에는 더욱 그렇다. 이러한 비용은 열차 자체를 운영하는 비용을 초과할 수 있으며, 이는 컨테이너화, 트레일러 트레일러 또는 회전 고속도로와 같은 관행이 최소화하는 것을 목표로 하는 요소이다.

## 같이 보기
- 피기백 (교통)